# William Winwood Reade
William Winwood Reade (Perthshire, 26 de diciembre de 1838 - 24 de abril de 1875)  fue un historiador, explorador, novelista y filósofo británico. Sus dos libros más conocidos son la historia universal The Martyrdom of Man y la novela The Outcast.

## Biografía

### Primeros años
William Winwood Reade pertenecía a una rica familia terrateniente. Tras fracasar en la Universidad de Oxford y, a pesar de haber escrito dos novelas, decidió dedicarse a la exploración geográfica.

### Viajes a África
Utilizando sus fondos privados y con el patrocinio de la Royal Geographical Society, partió hacia África, llegando a Ciudad del Cabo en 1862. Después de  viajar por Angola, Reade regresó a Inglaterra y publicó su primer relato de viaje, Savage Africa, un libro comentado por sus investigaciones antropológicas y por sus pasajes exculpatorios del comercio de esclavos. En la obra, Reade planteó que África quedaría dividida entre Gran Bretaña y Francia y que los africanos negros se habrían extinguido.
En 1868, Reade consiguió patrocinio para viajar a África Occidental. No obtuvo permiso para entrar en el Imperio Ashanti, y partió hacia el norte desde Freetown. Fue detenido en Falaba por el rey local Seedwa, quien lo encarceló durante tres meses en penosas condiciones.
Aunque Reade viajó por territorios poco explorados, sus hallazgos despertaron escaso interés entre los geógrafos, debido principalmente a que no realizó mediciones precisas, pues sus instrumentos se quedaron en Port Loko. Sus experiencias en África Occidental no se perdieron del todo para la ciencia, gracias a su correspondencia con Charles Darwin, que posteriormente utilizó la información proporcionada por Reade en obra El origen del hombre. 
Reade publicó The African Sketch-Book en 1873, un relato de sus viajes que también recomendaba una mayor participación británica en África Occidental. Regresó a África en 1873 para servir como corresponsal de la Tercera guerra anglo-asante, pero murió poco después. 

## Obras
- (1859) Charlotte and Myra: A Puzzle in Six Bits.
- (1860) Liberty Hall, Oxon. (A Novel).
- (1861) The Veil of Isis or Mysteries of the Druids.
- (1864) Savage Africa.
- (1865) See-Saw: A Novel (escrita bajo el seudónimo de Francesco Abati).
- (1872) The Martyrdom of Man.
- (1873) The African Sketch-Book.
- (1874) The Story of the Ashantee Campaign.
- (1875) The Outcast.

The Martyrdom of Man [El martirio del hombre] es una historia secular y universal del mundo occidental, dividida en cuatro capítulos: el primero, «Guerra», aborda el encarcelamiento del cuerpo humano; el segundo, «Religión», el de la mente; el tercero, «Libertad», es el más cercano a una historia política e intelectual europea convencional; y el cuarto, «Intelecto», aborda la cosmogonía propia de una «historia universal».
El libro, de gran repercusión en su momento, describe el desarrollo de la civilización occidental en términos análogos a los utilizados en las ciencias naturales, promoviendo el liberalismo político y el darwinismo social.
La otra obra secularista de Reade, The Outcast [El paria], es una novela corta sobre un joven que debe lidiar con el rechazo de su padre religioso y la muerte de su esposa.